# 11ª Brigata aerea dell'esercito "Cherson"
L'11ª Brigata aerea autonoma dell'esercito "Cherson" (in ucraino 11-та окрема бригада армійської авіації «Херсон»?, 11-ta okrema bryhada armijs'koï aviaciï «Cherson», unità militare A1604) è un'unità dell'aviazione dell'esercito dell'Ucraina, direttamente subordinata al Comando delle Forze terrestri e con base all'aeroporto di Cherson, a Čornobaïvka.

## Storia
Il 12 gennaio 1992, dopo il crollo dell'Unione Sovietica, il 320º Reggimento elicotteri prestò giuramento di fedeltà all'Ucraina. Durante la guerra in Abcasia, il personale dell'unità partecipò all'evacuazione di civili dalla gola di Kodori.
Nel 1994, insieme ad altre unità militari, formò la 2ª Brigata aerea dell'esercito, mantenuta in servizio fino al 2003. Dopo lo scioglimento della grande unità, venne ricostituito l'11º Reggimento come parte della 79ª Brigata aviotrasportata. A partire dal 2013, il reggimento venne elevato a brigata autonoma come parte dell'aviazione dell'esercito.
In seguito all'occupazione russa della Crimea, la brigata venne inizialmente schierata al confine con la penisola, per poi essere impiegata in combattimento in Donbass, fino al suo ritiro il 18 marzo 2015. Il 14 ottobre 2019 ha ricevuto il titolo onorifico di "Cherson".
La base della brigata è stata occupata dalle forze russe nei primi giorni dell'invasione russa dell'Ucraina del 2022. La maggior parte dei velivoli sono stati evacuati in tempo, ma il resto del materiale è stato abbandonato e recuperato solo a novembre, in seguito al successo della controffensiva ucraina nella regione di Cherson.

## Comandanti
- Colonnello Borys Korol'ov
- Colonnello Valentyn Kramarenko
- Colonnello Jurij Ivaščenko
- Colonnello Vasyl' Čup
- Colonnello Taras Šljucharčuk
- Colonnello Maksym Samilenko
- Colonnello Taras Šljucharčuk
- Colonnello Ruslan Minakov (2019-in carica)